# Nie wieder New York
Nie wieder New York (Originaltitel The Out-of-Towners) ist eine US-amerikanische Komödie des Regisseurs Arthur Hiller aus dem Jahr 1970. Das Drehbuch verfasste Neil Simon auf der Grundlage seines Bühnenstücks.

## Handlung
George Kellerman aus einer Kleinstadt in Ohio ist nach vielen Jahren Arbeit für den Posten des Abteilungsleiters in New York vorgeschlagen worden. Voller Pläne reist George zusammen mit seiner Ehefrau Gwen in die Metropole zum Vorstellungsgespräch. Er hat sich alles so schön ausgemalt und will mit seiner Frau zwei wunderschöne Tage in Manhattan verbringen.
Doch das Flugzeug wird wegen Nebels nach Boston umgeleitet. Erst kommt ihr Gepäck nicht mit dem Flugzeug an und dann fährt ihnen auch noch der letzte Nachtzug nach New York vor der Nase davon. Sie erreichen den total überfüllten Zug in der letzten Minute doch noch an der nächsten Station, müssen dann aber nach ihrer Ankunft feststellen, dass alle öffentlichen Verkehrsmittel in New York streiken. Als sie nachts um Zwei zu Fuß im Hotel „Waldorf-Astoria“ eintreffen, ist ihr Zimmer bereits vergeben und auch kein weiteres frei. 
Ein freundlicher Fremder verspricht, sie zu einem anderen Hotel zu bringen, in einer dunklen Nebenstraße raubt er sie jedoch aus. Die Polizei bietet an, sie in ein Notquartier zu fahren, aber unterwegs wird der Polizeiwagen zu einem Einbruch gerufen, mit den Kellermanns auf dem Rücksitz von den Einbrechern gestohlen und als Fluchtwagen genutzt. Schließlich lassen die Gangster sie am Central Park frei. Ohne Geld und Papiere verbringen sie dort die Nacht. Ein Unbekannter stiehlt George im Schlaf auch noch seine Uhr. 
Am nächsten Morgen essen sie vor lauter Hunger Kekse aus dem Mülleimer, an denen sich George gleich einen Zahn abbricht. Als ihnen im Park ein kleiner Junge begegnet, will Gwen ihn unbedingt trösten. Die beiden überlegen, ob der Junge vielleicht Telefongeld in der Hosentasche hat. Da George dem Jungen nicht in aller Öffentlichkeit in der Hose herumfummeln will, beschließt er, mit dem Jungen hinter einen Busch zu gehen. Plötzlich wird George für einen Sexualstraftäter gehalten, der sich an Kindern vergeht, und sie fliehen aus dem Park. 
Als sie vor lauter Kummer Trost in einer Kirche suchen wollen, werden sie hinausgeworfen, weil dort Proben für eine Fernsehübertragung laufen. Schließlich explodiert eine Dampfheizungsleitung unter einem Gullydeckel direkt neben George, so dass dieser fast nichts mehr hört. 
Ein ausländischer Diplomat nimmt sie schließlich in seinem Wagen mit. Sie geraten jedoch mit ihm mitten in eine Demonstration. Schließlich erreichen sie doch noch ihr Hotel, wo sogar zwischenzeitlich ihr Gepäck eingetroffen ist. George hat aber den Schlüssel für seinen Koffer an Murray, den Räuber vom Vorabend, eingebüßt. Völlig übermüdet, unrasiert und im dreckigen Anzug erscheint er gerade noch pünktlich zum Vorstellungsgespräch. Man hatte wegen der Streiks in der Stadt gar nicht erwartet, dass er kommen würde, und wundersamerweise bekommt er die Stellung. Er entscheidet sich jedoch, sehr zur Freude seiner Frau, anders, weil er erkennt, dass New York nichts für ihn ist. Erleichtert fliegen sie nach Hause. Die Maschine wird nach Kuba entführt ...

## Hintergrund
1999 wurde ein Remake mit Steve Martin und Goldie Hawn verfilmt. Die neue Version trug in den USA denselben Titel wie das Original („The Out-of-Towners“), der deutsche Titel ist Schlaflos in New York.

## Kritiken
„Turbulente Boulevardkomödie mit einigen treffenden ironischen Spitzen.“

„Muntere Boulevardkomödie nach einem Drehbuch von Neil Simon […], als amüsanter Unterhaltungsfilm zu empfehlen.“

„Die turbulente ‘Tour de Farce’ verdankt seinen Stars glänzende Momente, schwächelt aber durch wiederholte Gags. Fazit: Jack Lemmon macht Spaß, die Story nicht“

## Auszeichnungen
- 1971: Writers Guild of America Award für das beste Original-Drehbuch für eine Komödie

## Veröffentlichungsdaten
- Uraufführung, USA: 28. Mai 1970
- Kinopremiere, Deutschland: 9. Oktober 1970
- Kauf-DVD: 8. Januar 2004